# Limoniastrum
Genre
Classification phylogénétique
Limoniastrum  est un genre de plante de la famille des Plumbaginaceae.

## Liste d'espèces
- Limoniastrum guyonianum Durieu ex Boiss.
- Limoniastrum monopetalum (L.) Boiss. - Grand statice